# 정당 명부식 비례대표제
정당 명부식 비례대표제(政黨名簿式比例代表制)는 정당에서 제출한 목록에 따라 비례대표를 선출하는 선거 방식이다.
정당 명부식 방법은 다시 구속 명부식(혹은 폐쇄형)과 비구속 명부식(혹은 개방형)으로 나뉜다. 구속 명부식의 경우에는 유권자가 각 정당에 대해서만 유권자가 선호표시를 할 수 있을 뿐, 각 정당이 제시한 명부에 기재된 후보의 선호도까지 표시할 수 없다. 그렇기에 후보자 명부에 정당 간부가 영향력을 끼치게 됨으로 인한 폐해가 발생하기도 한다. 반면에, 비구속 명부식의 경우에는 각 정당에 대한 선호표시 뿐만 아니라 유권자가 개개 후보에 대한 선호표시를 하는 것도 가능하다. 그리고 이들 사이에는 이들보다 구속 정도가 중간에 해당하는 방식도 있다.